# 越後石山駅

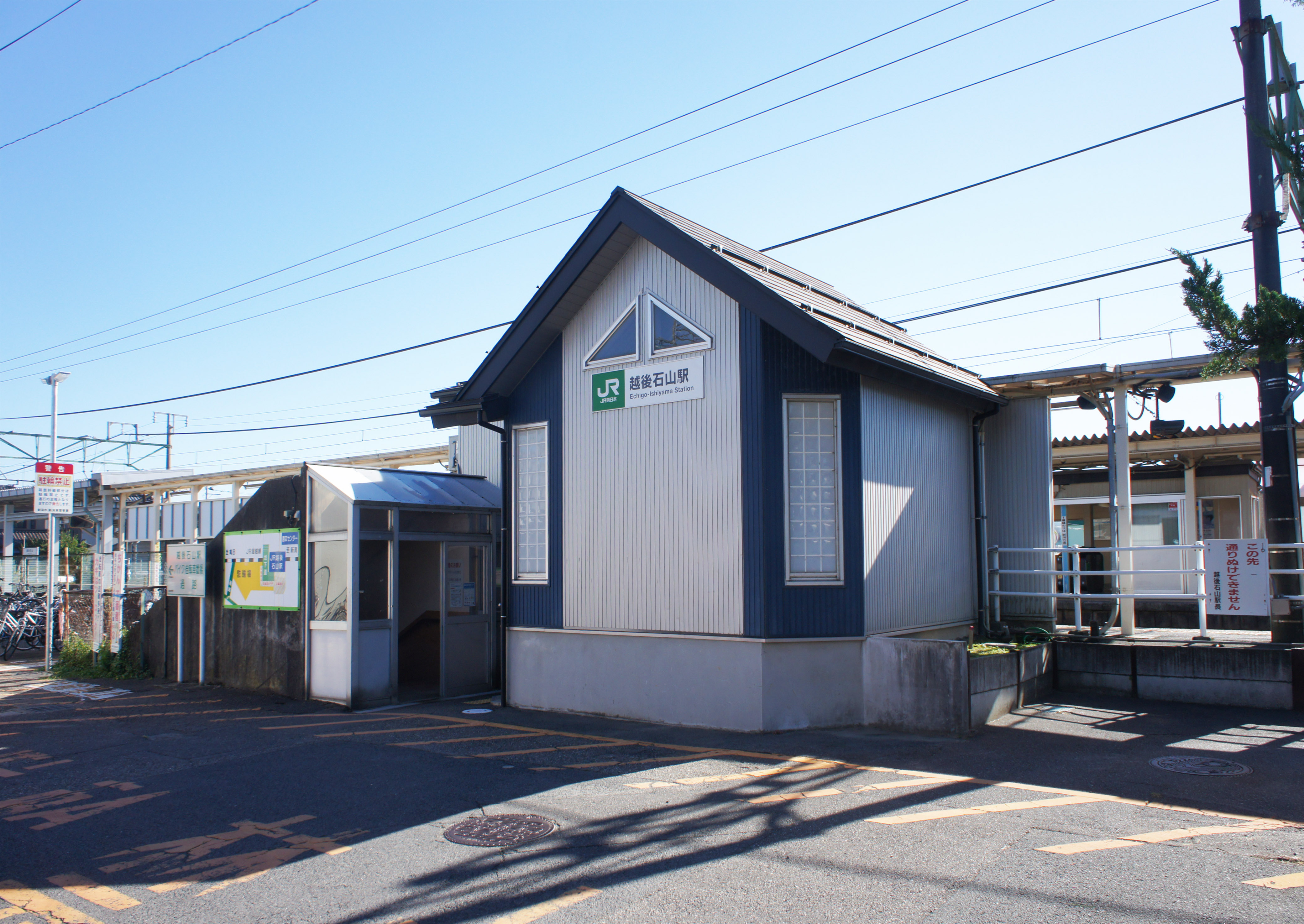
東口（2021年9月）

越後石山駅（えちごいしやまえき）は、新潟県新潟市東区石山五丁目にある、東日本旅客鉄道（JR東日本）信越本線の駅である。

## 歴史
- 1957年（昭和32年）10月1日：国鉄信越本線の石山信号場として開業[4]。新潟操車場までの貨物支線が開業。
- 1960年（昭和35年）11月1日：越後石山駅に昇格[1][4]。旅客駅[2]。
- 1962年（昭和37年）5月20日：構内電化。
- 1980年（昭和55年）4月8日：地下道開通[5]。
- 1985年（昭和60年）7月20日：国鉄直営の売店開店、乗車券の販売も行った[6]。
- 1987年（昭和62年）4月1日：国鉄分割民営化に伴い、東日本旅客鉄道（JR東日本）の駅となる[4]。
- 2005年（平成17年）3月3日：自動改札機の供用を開始[7]。
- 2006年（平成18年）1月21日：ICカード「Suica」の利用が可能となる[8]。
- 2010年（平成22年）
  - 2月25日：みどりの窓口の営業を終了。
  - 2月26日：指定席券売機を導入[9]。
- 2025年（令和7年）2月20日：指定席券売機を撤去[10]。

## 駅構造
相対式ホーム2面2線を有する地上駅である。駅構内には跨線橋などの両ホームを結ぶ通路は設けられておらず、駅構外の地下道を利用する。2027年（令和9年）春を目標に東西自由通路とエレベーターが新設される予定である。
新潟駅が管理する業務委託駅。西口の駅業務はJR東日本新潟シティクリエイト（JENIC）が受託する業務委託駅として駅員が配置されるが、東口の新津方面ホームは無人となっている。また、西口についても、一部時間帯を除き遠隔対応のため改札係員は不在となる。
新潟方面ホームの駅舎には有人改札口・自動券売機・自動改札機・切符運賃回収箱・自動販売機・お知らせ標・化粧室などがある。新津方面ホームの駅舎には、自動券売機や自動改札機などがある。かつて有人改札口にはみどりの窓口が併設され出札業務も行っていたが、指定席券売機設置に伴い2010年（平成22年）2月25日をもって出札業務を終了し、現在は改札業務のみを行っている。なお、指定席券売機は2025年（令和7年）2月20日をもって営業を終了した。
駅の東西は新潟市が管理する地下通路で結ばれている。西口ではロータリーを含む駅前広場が2015年（平成27年）3月25日より供用されている。なお、東口では、2028年（令和10年）春に駅前広場が整備される予定である。

### 駅構内
新潟寄りには、白新線の東新潟駅と新潟貨物ターミナル駅に通じる貨物支線各1本と新潟車両センターへの連絡線1本が分岐しており、それら3本の線路が下り線から上り線を介して連続して分岐している。このため、当駅から新潟寄りにおいて事故や工事等の影響で列車が運行できない場合、新津方面の列車を当駅で折り返し運転させることも可能である。なお、当駅と東新潟駅を直通する定期旅客列車は運行されておらず、両線が接続する上沼垂信号場での乗り換えも不可能なため、両駅間を往来する際はいったん新潟駅を経由する必要がある。

### のりば
| 番線 | 路線      | 方向 | 行先           |
| ---- | --------- | ---- | -------------- |
| 1    | ■信越本線 | 下り | 新潟方面       |
| 2    | ■信越本線 | 上り | 新津・長岡方面 |

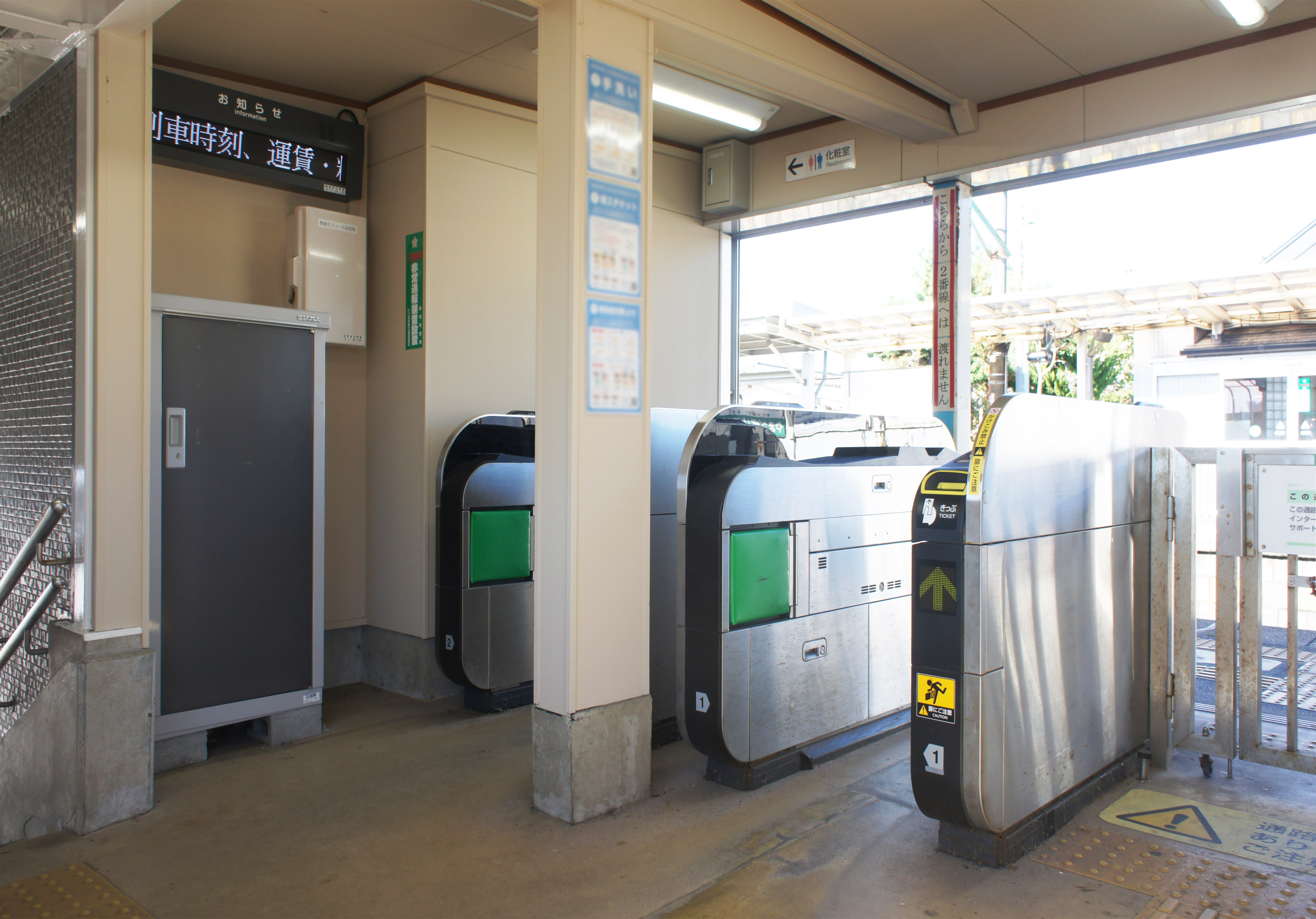
西口改札（2021年9月）
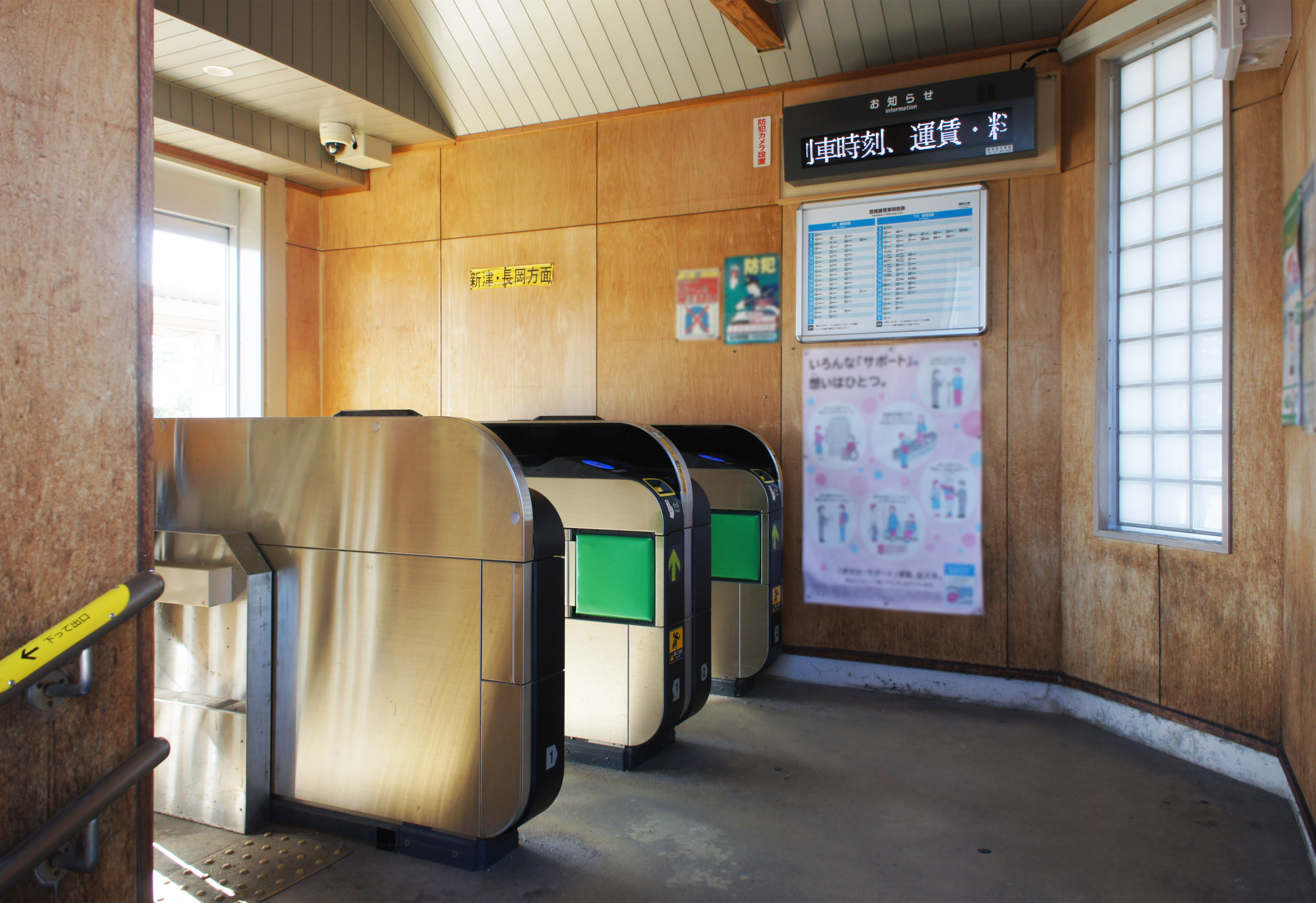
東口改札（2021年9月）
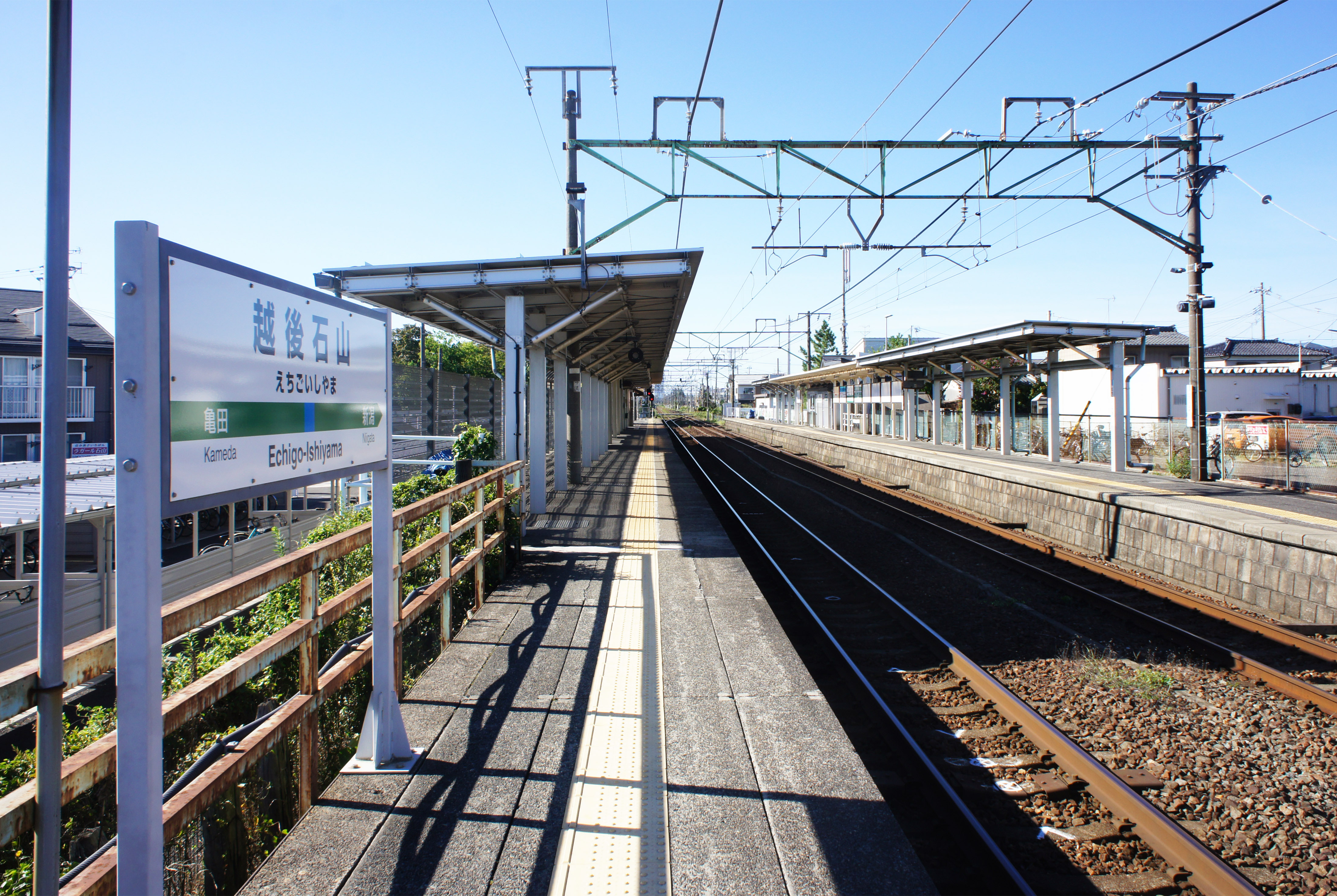
ホーム（2021年9月）
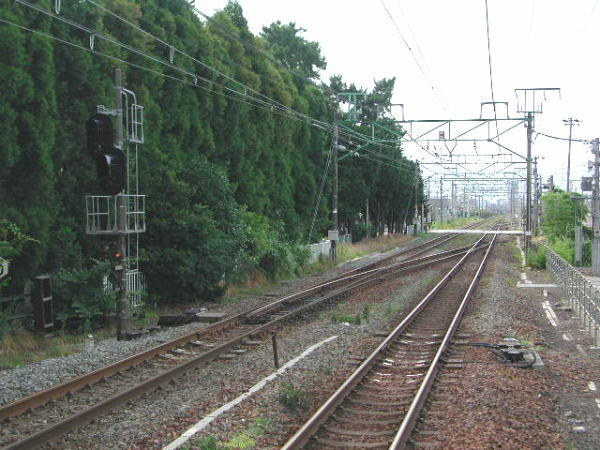
新潟寄りには新潟貨物ターミナルに通じる貨物支線の分岐点がある（2004年7月）
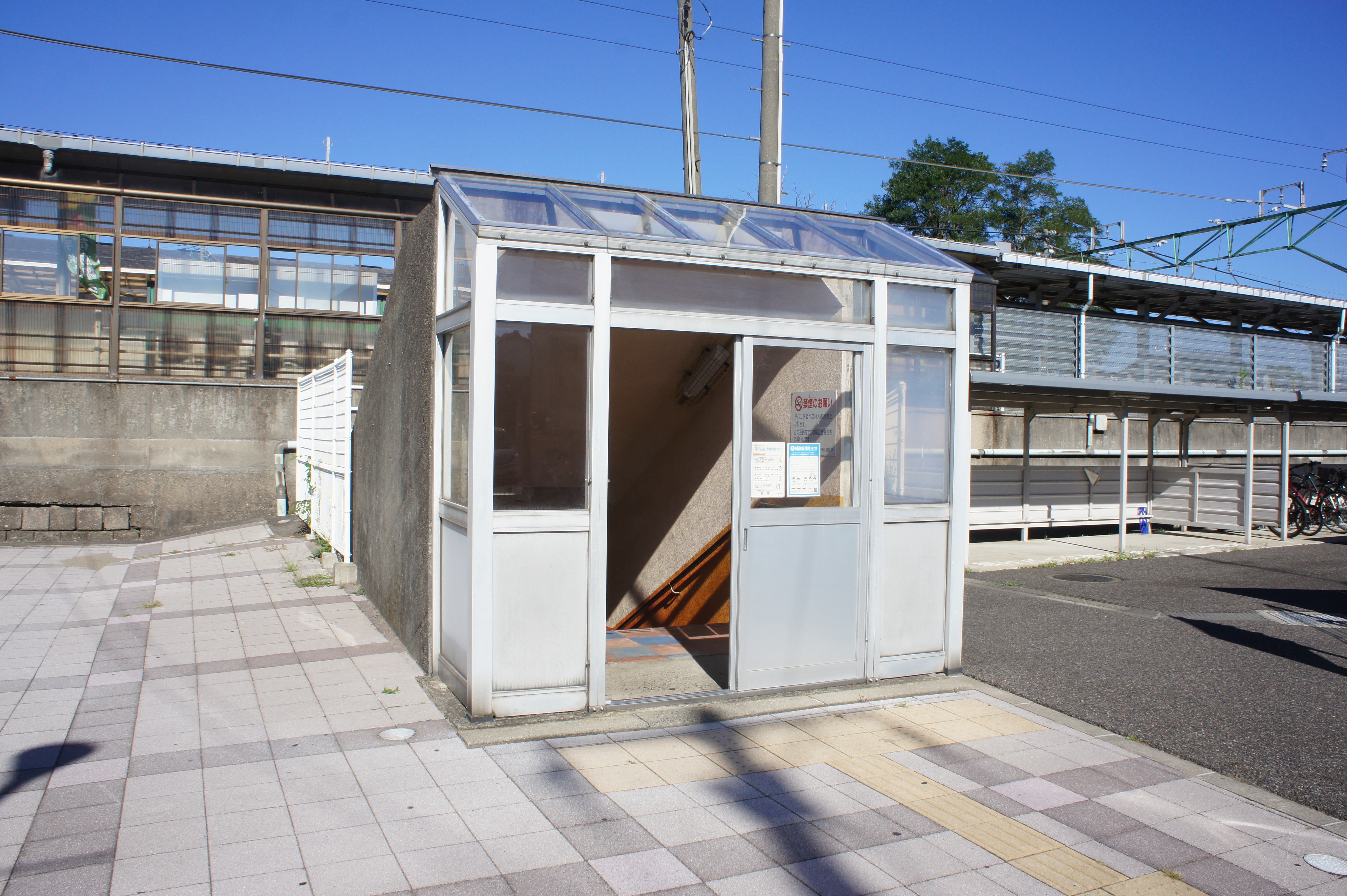
地下通路（2021年9月）

## 利用状況
JR東日本によると、2023年度（令和5年度）の1日平均乗車人員は1,732人である。
2000年度（平成12年度）以降の推移は以下のとおりである。
| 1日平均乗車人員推移 | 1日平均乗車人員推移 | 1日平均乗車人員推移 | 1日平均乗車人員推移 | 1日平均乗車人員推移 |
| 年度                | 定期外              | 定期                | 合計                | 出典                |
| ------------------- | ------------------- | ------------------- | ------------------- | ------------------- |
| 2000年（平成12年）  |                     |                     | 2,258               | [ 利用客数 2 ]      |
| 2001年（平成13年）  |                     |                     | 2,248               | [ 利用客数 3 ]      |
| 2002年（平成14年）  |                     |                     | 2,209               | [ 利用客数 4 ]      |
| 2003年（平成15年）  |                     |                     | 2,176               | [ 利用客数 5 ]      |
| 2004年（平成16年）  |                     |                     | 2,130               | [ 利用客数 6 ]      |
| 2005年（平成17年）  |                     |                     | 2,152               | [ 利用客数 7 ]      |
| 2006年（平成18年）  |                     |                     | 2,048               | [ 利用客数 8 ]      |
| 2007年（平成19年）  |                     |                     | 2,056               | [ 利用客数 9 ]      |
| 2008年（平成20年）  |                     |                     | 2,066               | [ 利用客数 10 ]     |
| 2009年（平成21年）  |                     |                     | 2,028               | [ 利用客数 11 ]     |
| 2010年（平成22年）  |                     |                     | 1,992               | [ 利用客数 12 ]     |
| 2011年（平成23年）  |                     |                     | 1,964               | [ 利用客数 13 ]     |
| 2012年（平成24年）  | 574                 | 1,426               | 2,001               | [ 利用客数 14 ]     |
| 2013年（平成25年）  | 587                 | 1,444               | 2,032               | [ 利用客数 15 ]     |
| 2014年（平成26年）  | 573                 | 1,403               | 1,977               | [ 利用客数 16 ]     |
| 2015年（平成27年）  | 583                 | 1,438               | 2,022               | [ 利用客数 17 ]     |
| 2016年（平成28年）  | 579                 | 1,486               | 2,066               | [ 利用客数 18 ]     |
| 2017年（平成29年）  | 564                 | 1,498               | 2,063               | [ 利用客数 19 ]     |
| 2018年（平成30年）  | 556                 | 1,465               | 2,022               | [ 利用客数 20 ]     |
| 2019年（令和元年）  | 535                 | 1,413               | 1,949               | [ 利用客数 21 ]     |
| 2020年（令和02年）  | 355                 | 1,224               | 1,580               | [ 利用客数 22 ]     |
| 2021年（令和03年）  | 370                 | 1,169               | 1,539               | [ 利用客数 23 ]     |
| 2022年（令和04年）  | 438                 | 1,174               | 1,613               | [ 利用客数 24 ]     |
| 2023年（令和05年）  | 499                 | 1,232               | 1,732               | [ 利用客数 1 ]      |

## 駅周辺

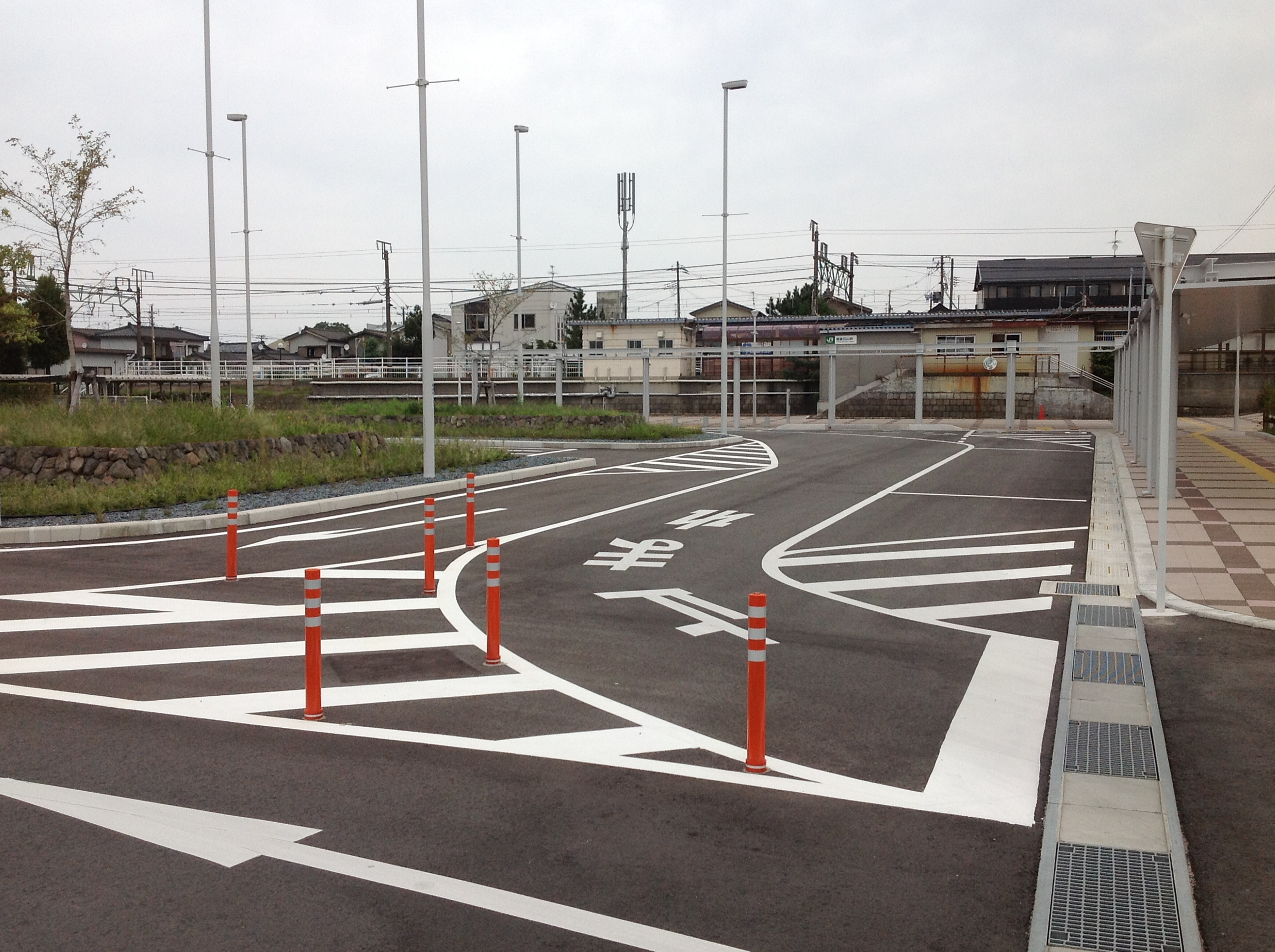
西口駅前広場（2015年9月）

当駅周辺は東区石山地区の中心地に位置しており、中央区中心部から連続して続く市街地の中に所在している。周辺は住宅地で、家並みの合間にはわずかながら畑が点在する。南側に少し進むと水田地帯となる。また東区と中央区、江南区の3行政区の区境に近接している。

### 西側
西口側には教育施設が若干数所在する。また、徒歩20分ほどの場所に新潟刑務所が所在する。

### 東側
東口側には公共機関や新潟車両センター、教育施設が所在する。

## バス路線
当駅周辺にはバス停が点在し、新潟交通グループの路線バスと東区区バスが運行されている。
2025年（令和7年）4月現在では、以下のバス停と路線が存在する。
- 西側：「石山」「山二ツ」
- 東側：「石山駅入口北」「石山駅入口南」

| 方面             | 路線名                  | 系統・行先                                                                                       | 当駅周辺のバス停名         | 出典   |
| ---------------- | ----------------------- | ------------------------------------------------------------------------------------------------ | -------------------------- | ------ |
| 東方面           | ■ E8 石山線（東明系統） | - E80：北高校前 - E81：大江山連絡所前                                                            | 石山駅入口南、石山         | [ 15 ] |
| 東方面           | ■ E9 山二ツ線           | E90：北高校前                                                                                    | 石山駅入口北、山二ツ       | [ 16 ] |
| 東方面           | 東区区バス              | 東02：松崎ルート                                                                                 | 石山駅入口北、石山駅入口南 | [ 17 ] |
| 亀田・横越方面   | ■ S9 亀田・横越線       | - S90：水原 - S94・S96：新津駅・秋葉区役所 - S95：京ヶ瀬営業所 - S97：酒屋車庫 - S98：亀田駅西口 | 山二ツ                     | [ 18 ] |
| 新潟市中心部方面 | ■ E8 石山線（東明系統） | E80・E81：新潟駅前・万代シテイ                                                                   | 石山駅入口南、石山         | [ 15 ] |
| 新潟市中心部方面 | ■ E9 山二ツ線           | E90：新潟駅前・万代シテイ                                                                        | 石山駅入口北、山二ツ       | [ 16 ] |
| 新潟市中心部方面 | ■ S9 亀田・横越線       | S90・S94・S95・S96・S97・S98：新潟駅前・万代シテイ                                               | 山二ツ                     | [ 18 ] |

## 駅周辺の整備
当駅は1960年（昭和35年）に旅客駅となって以来、東区石山地区の主要交通手段の一つとして利用されている。
1976年（昭和51年）4月、新潟方面ホーム側駅前に、新潟市の農業試験施設を兼ねた植物園「新潟市園芸センター」が開設された。しかしセンターの駐車場は収容台数が少ない上に駅前広場もなく、駅舎に車両を直接乗り付けにくい道路構造となっているため、慢性的に交通障害が発生しやすくなっていた。またセンター自体も既に施設が老朽化している上、周辺では宅地化が著しく進捗したため施設拡充が困難となっていたことから、新潟市では園芸センターの機能を中央区鐘木の鳥屋野潟南部地区と南区白根地区に分割して移転する計画を進め、前者は「いくとぴあ食花」の施設群のうち、市民の緑花啓発に関する機能を中心とした「新潟市食育・花育センター」として2011年（平成23年）10月15日に移転オープンした。また、後者は農業・園芸に関する研究機能を中心とした「新潟市農業活性化研究センター」「新潟市アグリパーク」として、南区に移転オープンした（アグリパークは2014年〈平成26年〉6月にオープン）。
新潟市はこの移転計画立案にあたり、園芸センター移転後の跡地利用について周辺住民を対象にアンケートを行ったところ、85%が「緑地保存」を希望したことを受けて検討を進めた結果、2010年（平成22年）秋に「越後石山駅西口整備事業」の計画案が公表された。既に園内にある樹木を活用しつつ公園や駅前広場を整備するほか、市道を拡幅するなどして駅へのアクセス改善を図るもので、駅前広場は2015年3月に供用開始した。
なお、新潟市・JR新潟支社とも、この事業案においては駅舎の改修・改築に関しては言及していないが、当駅は前述の通り、上下線のホーム各々に改札口が設けられ、改札内のトイレは新潟方面ホームにしかなく、かつ地下道にはエレベーターやエスカレータなどといったバリアフリーに対応した設備もないため、高齢者や障がい者に対する利便性が確保されているとは言えない状況にある。こうしたことから、石山地区の5つの小学校区毎に設けられているコミュニティ協議会は連名で「越後石山駅橋上化整備推進会」を発足し、当駅を橋上駅舎に改築して利便性を確保するよう、新潟市とJR新潟支社に対して2012年（平成24年）から要望活動を行っている。

## 隣の駅
東日本旅客鉄道（JR東日本）
■信越本線
■快速（下り1本のみ停車）・■普通
亀田駅 - 越後石山駅 - （上沼垂信号場） - 新潟駅
信越本線貨物支線
越後石山駅 - 新潟貨物ターミナル駅（東新潟駅）

### 記事本文